# Biblioteca de la Casa del Pueblo de Madrid

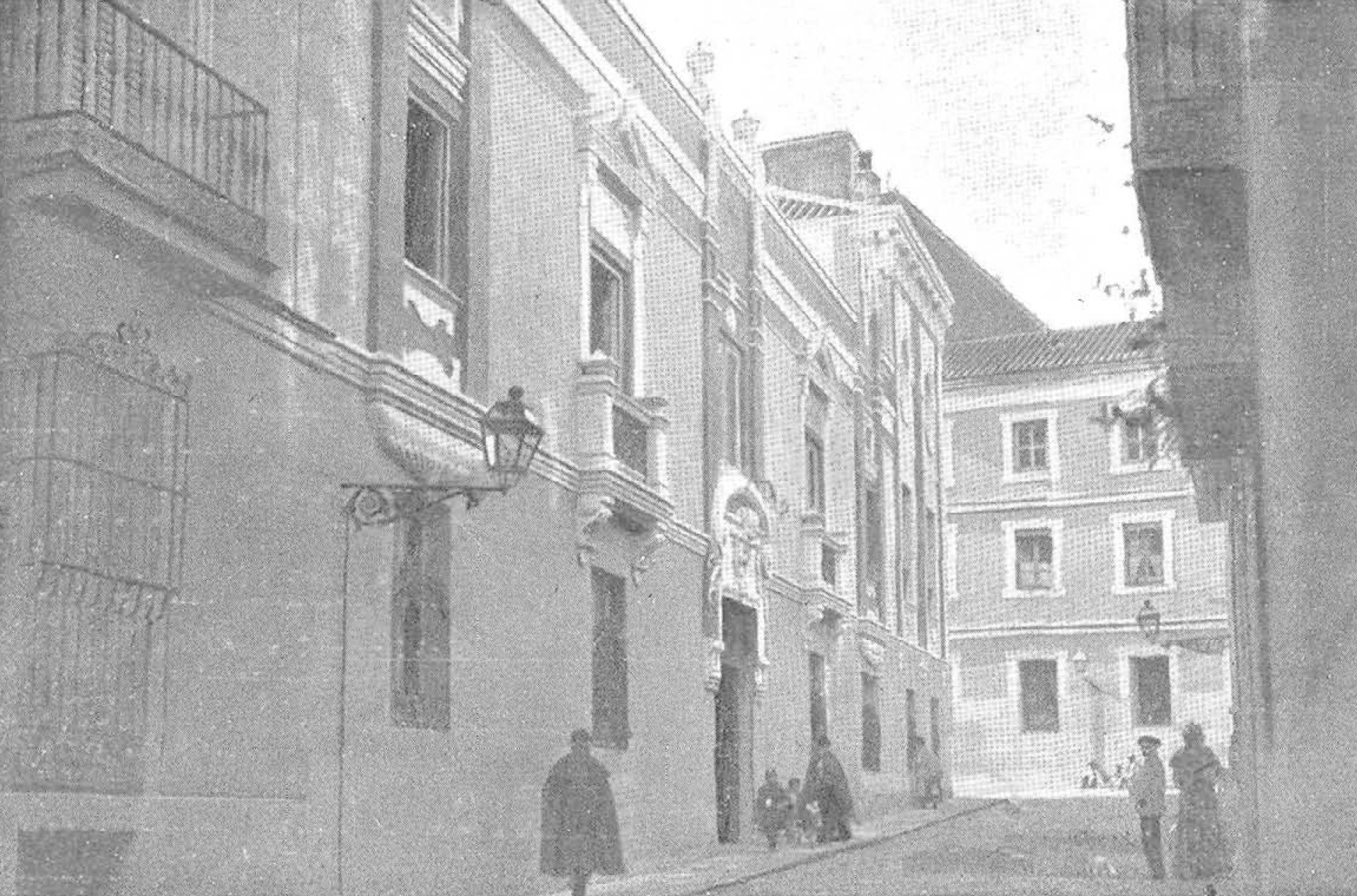
Vista de la Casa del Pueblo de Madrid en 1908, el año de su inauguración.

La biblioteca de la Casa del Pueblo de Madrid (1908-1939) fue un espacio cultural abierto en 1909, dependiente de la casa del pueblo inaugurada el año anterior en el número 2 de la calle del Piamonte por el entonces secretario general del PSOE Pablo Iglesias. Llegó a reunir más de 8000 volúmenes y en ella se dieron cursos de alfabetización, conferencias, lecturas y otras reuniones relacionadas con el mundo obrero de Madrid. Tras permanecer activa durante casi treinta años, terminada la Guerra Civil Española con la victoria del bando sublevado, fue incautada y finalmente derribada en 1953. Parte de sus fondos fueron recuperados por la Fundación Francisco Largo Caballero, creada en 1978.
Creada con el escaso material reunido en la biblioteca que el Centro de Sociedades Obreras tenía en la calle de Relatores, la nueva biblioteca de la Casa del Pueblo fue instalada en un principio en el segundo piso del señorial edificio, disponiendo de una sala de reuniones con aforo para más de seiscientas personas. Fue su primer bibliotecario Vicente Pérez Parapar, y en 1930, trasladada al tercer piso, adquirió carácter de biblioteca circulante disponiendo de servicio de préstamo. En ese periodo inicial se le calculan más de seiscientos libros de diversas materias (sobre todo de literatura, además de filosofía, sociología, historia, geografía, bellas artes e historia natural). También acumuló un interesante fondo dedicado a documentación sobre organizaciones obreras y sindicalismo, incluidos los llamados sindicatos verticales, como los libros pertenecientes al Sindicato Nacional de Azúcar. Entre los casi 5000 títulos (8000 según otras fuentes) que la biblioteca llegaría a reunir se conservan ejemplares curiosos como una primera edición de El capital firmada y dedicada por su autor Karl Marx y otras primeras ediciones procedentes de los legados de Pablo Iglesias, Baldomero Argente y Pi y Margall.
A medida que fue creciendo su fondo bibliográfico la biblioteca de la Casa del Pueblo madrileña fue compartiendo parte de él con donativos de libros o folletos a otras entidades culturales socialistas, como la Sociedad de Escuelas Laicas Graduadas, la Escuela de Cuatro Caminos, la Escuela de Aprendices Tipógrafos, la Sociedad "Salud y Cultura", la Juventud Socialista de Éibar o la Sociedad de Oficios Varios de Begíjar. Asimismo, la biblioteca continuó la publicación de dos revistas, ya existentes, el Boletín del Instituto de Reformas Sociales (1905-1922) y la Revista Socialista.